# Басейн Тетерева
Басейн Тетерева — водозбір річки Тетерів, загальною площею 15 100 км². Поширюється на територію Житомирської та Київської областей України. Найбільші річки басейну — Гнилоп'ять, Гуйва, Ірша.
На територію Київської області припадає 3 830 км², Житомирської — 10 981 км² загальної площі басейну. 15 % території басейну вкрито лісами, 4,4 % — під болотами.
Річки басейну зарегульовані водосховищами — на них збудовано Чуднівське, Денишівське, Відсічне, Житомирське, Білокриницьке, Новогребельське, Олізарівське, Гавронщинське, Великокарашинське, Андрушівське, Ліщинське, Млинищанське, Старосільське, Бердичівське, Скрагліївське, Бистрицьке, Швайківське, Слободищанське, Руднє-Городищенське, Райківське, Дворищанське, Іршанське, Малинське, Вознянське, Лумлянське, Карабачинське, Червонське водосховища.